# 和睦街道
和睦街道，中国浙江省杭州市拱墅区所辖街道，北邻祥符镇，南邻小河街道。总面积1.6平方千米，总人口2.02万人。

## 辖区
和睦街道现辖：华丰社区、和睦社区、李家桥社区、化纤社区。